# 志士
志士（しし）は、一般に日本の江戸時代後期の幕末において活動した在野の人物を指す歴史用語。

## 概要
『論語』衛霊公第十五にある「志士仁人（ししじんじん）は（中略）身を殺して以て仁を成すこと有り」が語源であり、天下泰平のために正しいと信じたことを、生命をかけて貫く人物像を指した。
多くは、尊皇攘夷の思想を持って革命運動を行った者を指す。
草莽とも呼ばれる。

## 比喩
また、比喩的に他の時代の人物や外国人に対しても使われることがあり、第二次世界大戦中に日本へ亡命したスバス・チャンドラ・ボースなどのインドの独立運動家を指して「インド独立の志士」とも呼んだ。

## 尊王志士の活躍
鎖国と攘夷に揺れた幕末から明治維新後の国家建設の先駆けとなったのが、尊王志士である。当初、尊王志士は尊皇攘夷のもとで異国との交わりを忌み嫌い、天皇を中心とした国家の建設が不可欠として、江戸幕府に対して尊皇攘夷の履行を徹底すべきと考えたが、やがて幕府の求心力が急速に低下すると、これを打倒することで江戸幕府に代わる天皇を中心とした統一政体の確立を望んだ。江戸幕府と長州藩の幕長戦争などで有力な大名家である雄藩が幕府と対立を深めた結果、薩摩藩と長州藩による薩長連合の成立を経て、ついに戊辰戦争によって倒幕を成し遂げた。
政治運動に命をかける人物のモデルにもなり、板垣退助など自由民権運動の活動家や、明治社会主義者の一部にも「志士」という理想像が共有されていた。